# Jedet
Carmen Jedet Izquierdo Sánchez, més coneguda com a Jedet, (Girona, 7 de juliol de 1992) és una actriu, cantant i activista del col·lectiu LGBT.

## Carrera artística
L'any 2016, abans de la seva transició de gènere, va començar a ser coneguda com a King Jedet, sobretot en xarxes socials a través del seu activisme i el seu canal de Youtube. Al mateix temps va publicar el seu primer llibre, Mi Último Regalo. En una entrevista d'aquell mateix any a WAG1 Magazine, Jedet va confessar la seva intenció de realitzar la seva transició.
El 2017 Jedet comença la seva carrera musical publicant una col·laboració amb Ms Nina en la cançó «Reinas».
Va iniciar la seva trajectòria televisiva en papers secundaris a Looser i Paquita Salas. El 2020 Jedet va obtenir un dels papers protagonistes en la sèrie d'Antena 3 Veneno interpretant a Cristina Ortiz en la seva joventut. Va gravar una versió de «Veneno pa' tu piel» com a tema principal d'aquesta sèrie.

## Vida personal
Tot i haver nascut a Andalusia, va viure bona part de la seva infantesa a la província de Girona i parla fluidament el català.

## Filmografia
| Any  | Títol         | Plataforma          | Personatge                                  | Episodis   |
| ---- | ------------- | ------------------- | ------------------------------------------- | ---------- |
| 2018 | Looser        | Flooxer             | Xadette                                     | 3 episodis |
| 2019 | Paquita Salas | Netflix             | Paris                                       | 2 episodis |
| 2020 | Veneno        | Atresplayer Premium | La Veneno en l'etapa de transició de gènere | 3 episodis |

## Discografia

### Mixtapes
- La leona (2018)[9]

### Senzills
- Mentiras amb La Favi (2017)
- Reinas amb Ms Nina (2017)
- Por qué te vas (2019)
- En Miami amb Mygal (2019)
- De que me culpas amb Fangoria i Ms Nina (2019)
- Veneno pa tu piel (2020)
- Me pongo a llorar de lo mucho que te quiero amb Mygal (2020)[10]

## Publicacions
- Mi último regalo : diario de un corazón abierto en canal, 2016. ISBN 978-84-945306-8-5. OCLC 962816965.